# Герби союзних республік СРСР
В гербах усіх республік СРСР були присутні серп і молот, червона зірка, що символізує комунізм (на гербі РРФСР зірка з'явилася пізніше, в 1978 році), сонце і колосся. Ці елементи були оточені продуктами сільського господарства, виробленими в кожній республіці — бавовна в азійських республіках, пшениця в Казахстані і Україні, виноград — в Молдавії. На всіх гербах було гасло «Пролетарі всіх країн, єднайтеся!» офіційною мовою республіки та російською (крім герба Бухарської РСР). СРСР припинив існування у 1991.

## Герби союзних республік

Азербайджанська РСР
Вірменська РСР
Білоруська РСР
Грузинська РСР
Казахська РСР
Киргизька РСР
Латвійська РСР
Литовська РСР
Молдавська РСР
Російська РФСР
Таджицька РСР
Туркменська РСР
Узбецька РСР
Українська РСР
Естонська РСР
Закавказька Соціалістична Федеративна Радянська Республіка
Карело-Фінська Радянська Соціалістична Республіка

## Сучасна геральдика
Три колишні республіки СРСР використовують видозмінені версії своїх радянських гербів: Білорусь (з 1995 року), Таджикистан, Узбекистан. Придністровська Молдавська Республіка використовує змінену версію Молдавської РСР.

Азербайджан
Вірменія
Білорусь
Грузія
Казахстан
Киргизстан
Латвія
Литва
Молдова
Росія
Таджикистан
Туркменистан
Узбекистан
Україна
Естонія

## Герби автономних республік (АРСР)

### У складіРСФСР

АРСР німців Поволжя (до 1941 року)
Башкирська АРСР
Бурятська АРСР
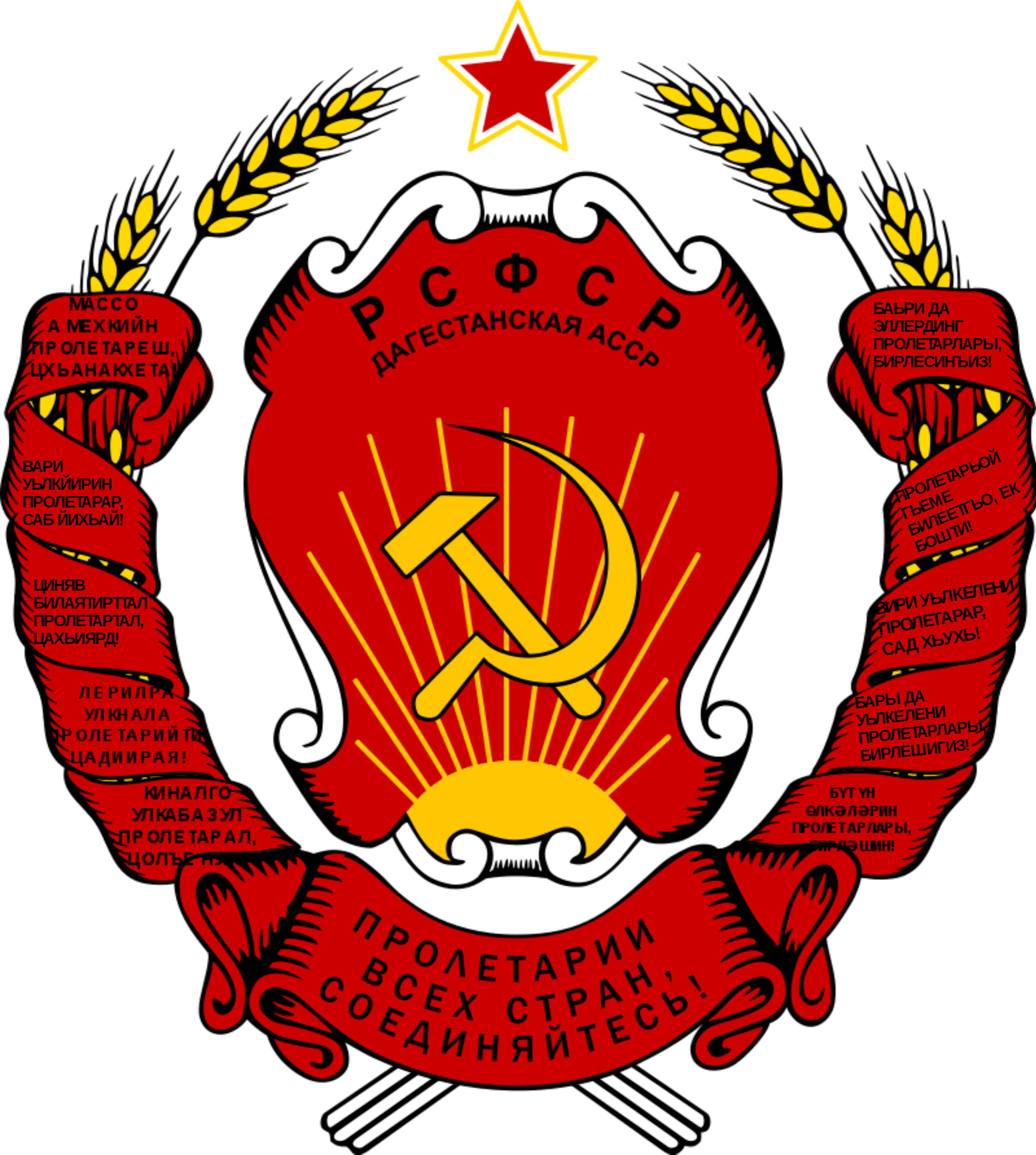
Дагестанська АРСР
Кабардино-Балкарська АРСР
Калмицька АРСР
Карельська АРСР
Комі АРСР
Марійська АРСР
Мордовська АРСР
Північно-Осетинська АРСР
Татарська АРСР
Тувинська АРСР
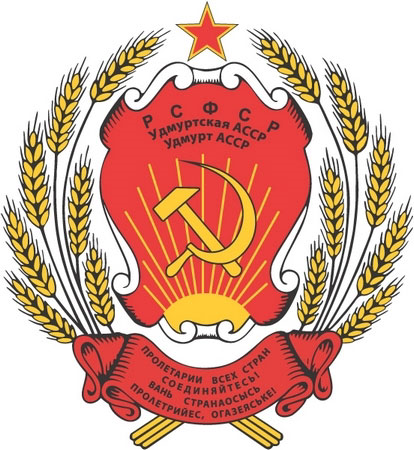
Удмуртська АРСР
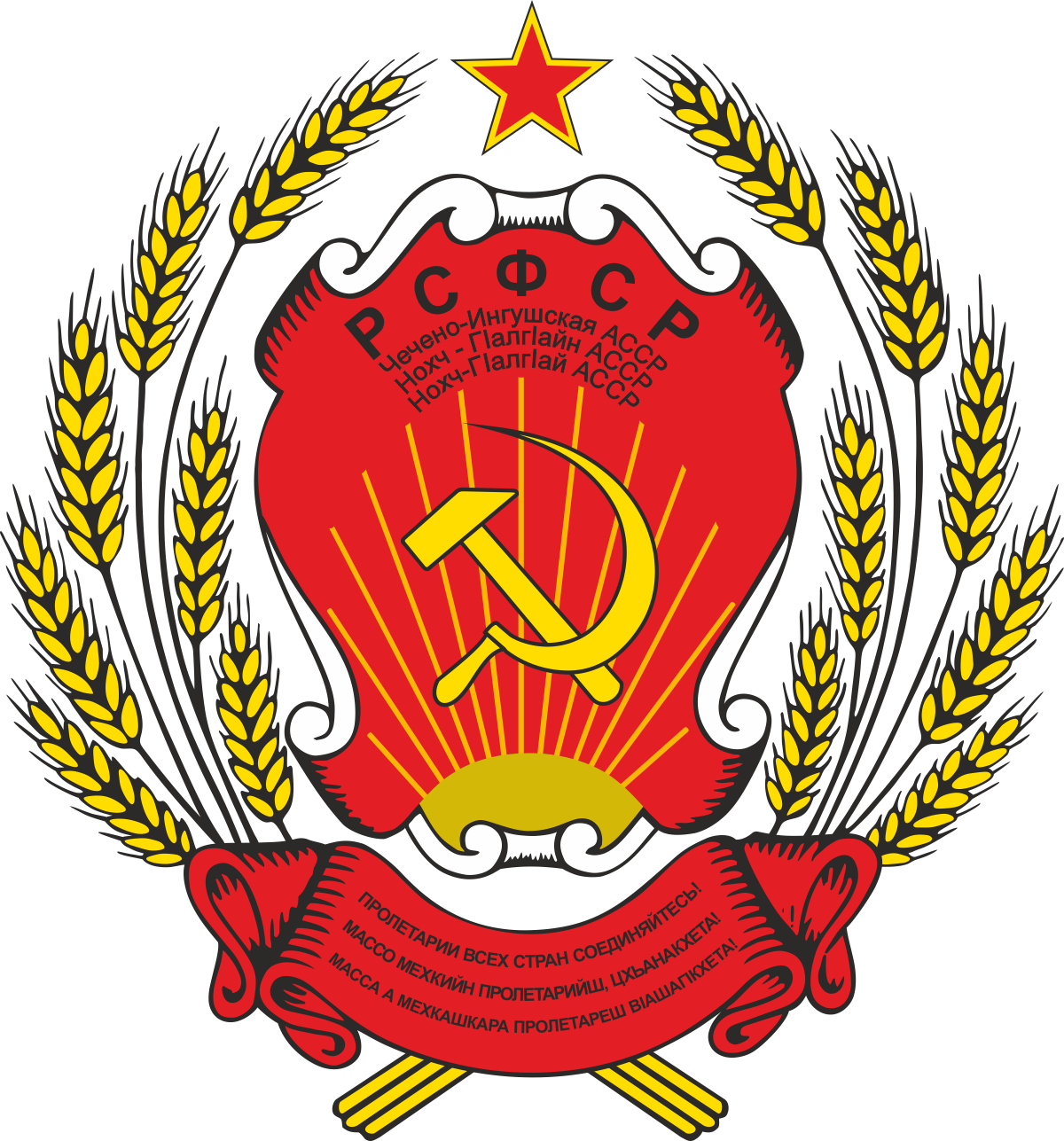
Чечено-Інгушська АРСР
Чуваська АРСР
Якутська АРСР

### У складіАзербайджанської ССР

Нахічеванська АРСР

### У складіУзбецької РСР

Каракалпацька АРСР

### У складіГрузинської ССР

Абхазька АРСР (до 19 лютого 1931 року — Соціалістична Радянська Республіка Абхазія)
Аджарська АРСР (до 5 грудня 1936 року — Автономна Соціалістична Радянська Республіка Аджаристан)